# Мелініш
Мелініш (рум. Măliniș) — село у повіті Брашов в Румунії. Входить до складу комуни Хирсень.
Село розташоване на відстані 164 км на північний захід від Бухареста, 45 км на захід від Брашова.

## Населення
За даними перепису населення 2002 року у селі проживали 87 осіб, з них 86 осіб (98,9%) румунів. Рідною мовою 86 осіб (98,9%) назвали румунську.